# روجر كينيون
روجر كينيون (بالإنجليزية: Roger Kenyon)‏ (4 يناير 1949 ببلاكبول في المملكة المتحدة - ) هو لاعب كرة قدم بريطاني في مركز قلب الدفاع. لعب مع نادي إيفرتون ونادي بريستول سيتي ونادي بلاكبول وفانكوفر وايتكابس ونادي ألترينتشام.

## وصلات خارجية
- روجر كينيون على موقع قاعدة بيانات كرة القدم.إي يو (الإنجليزية)